# 尖頭莫氏管肩魚
尖頭莫氏管肩魚，為管肩魚科的其中一種，為深海魚類，分布於東南大西洋海域，深度200-1500公尺，體長可達25.5公分，棲息在底中層水域，生活習性不明。

## 扩展阅读
維基物種上的相關：尖頭莫氏管肩魚